# Element traqueari
Els elements traquearis formen part del xilema de les plantes vasculars, juntament amb les fibres i les cèl·lules parenquimàtiques. Són els elements més especialitzats i transporten l'aigua i les sals minerals a través d'una xarxa interconnectada de cèl·lules no-vivents buides per dins, és a dir, sense protoplasma. N'existeixen dos tipus principals.
- Traqueides: es troben a les gimnospermes i a les angiospermes.

- Elements dels vasos o tràquees: es troben a les angiospermes.